# Memory – Sein letzter Auftrag
Memory – Sein letzter Auftrag ist ein amerikanischer Action-Thriller aus dem Jahr 2022 unter der Regie von Martin Campbell. Das Drehbuch schrieb Dario Scardapane. Es basiert auf dem Roman De Zaak Alzheimer von Jef Geeraerts und ist eine Neuverfilmung der vorherigen Adaption des Romans, des belgischen Films Totgemacht – The Alzheimer Case. In der Hauptrolle spielt Liam Neeson einen Auftragskiller mit früher Demenz, der auf der Flucht ist, nachdem er den Auftrag für ein junges Mädchen abgelehnt hat. Außerdem spielen Guy Pearce, Monica Bellucci, Harold Torres, Taj Atwal und Ray Fearon mit.

## Handlung
Alex Lewis ist ein in Mexiko lebender Auftragsmörder, der an früh einsetzendem Alzheimer leidet und für Davana Sealman arbeitet. Er wird beauftragt, einen Mann in El Paso, Texas, zu töten, wo er aufgewachsen ist und wo sein Bruder aufgrund einer schweren Alzheimer-Krankheit in einem Pflegeheim lebt. Das Ziel des Anschlags ist Ellis Van Camp, ein Bauunternehmer für die texanische Grenzbehörde. Währenddessen ist Vincent Serra von der Kinderschutz-Taskforce des FBI undercover in El Paso unterwegs, um „Papa Leon“, einen Sexhändler, zu verhaften. Vincent tötet Papa Leon, nachdem dieser seine Tochter Beatriz während der Aktion als Geisel genommen hat. Beatriz wird in die Behörde gebracht, in der sie zuvor festgehalten worden war, bevor sie in einem Gruppenheim landet. Vincent ist frustriert, dass seine Ermittlungen gegen den Menschenhandel vorläufig vereitelt wurden.
Alex tötet Ellis und stiehlt einen USB-Stick aus dessen Safe. Er findet heraus, dass sein zweites Ziel Beatriz ist, weigert sich aber nach dem Einbruch in das Gruppenheim, sie zu töten, da er glaubt, dass Kinder „tabu“ sind. Er bedroht William Borden, Davanas Anwalt, und fordert ihn auf, den Vertrag hinsichtlich Beatriz’ zu kündigen. Das Mädchen wird jedoch von Mauricio, einem anderen Auftragskiller, getötet. Am nächsten Morgen wacht Alex nach einem One-Night-Stand mit Maya in einem Hotelzimmer auf und erfährt davon, dass Beatriz’ ermordet worden ist. Er begreift, dass er in Gefahr ist, und fordert Maya dazu auf, im Zimmer zu bleiben, bevor er sich auf den Weg zum Parkhaus macht. Dort gerät er in eine von Mauricio angezettelte Schießerei, bei der Maya, die Alex gefolgt war, um ihm seine vergessenen Alzheimer-Pillen zurückzugeben, getötet wird. Alex tötet Mauricio und verbrennt Mayas Leiche, in dem er das Auto mit beiden darin in die Luft sprengt, um anschließend Borden zu töten.
Alex zieht sich in eine ehemalige Bäckerei zurück, die einst seinem verstorbenen Vater gehörte, wo er den gestohlenen USB-Stick überprüft und Aufnahmen von Davanas Sohn Randy findet, der Beatriz sexuell missbraucht. Randy gerät in Panik, als er von Bordens Tod erfährt. Davana fordert ihren Sohn auf, zu fliehen, aber er schmeißt zuerst eine Party auf seiner Yacht. Vincent und sein Team, der mexikanische Polizeidetektiv Hugo Marquez und Special Agent Linda Amistead, untersuchen den Mord an Van Camp und stellen fest, dass die jüngsten Verbrechen zusammenhängen, da Van Camp und Borden mit Kugeln aus derselben schallgedämpften Pistole erschossen wurden. Sie finden heraus, dass Randy der Besitzer der Behörde ist, Van Camp der Bauherr und Borden Randys Anwalt war, und stellen fest, dass Randy wahrscheinlich der Nächste sein wird.
Das FBI trifft auf der Yachtparty ein, um Randy zu retten, aber Alex tötet ihn zuerst. Draußen wird er von Vincent und Marquez in die Enge getrieben, kann aber entkommen, obwohl Marquez auf ihn schießt. Alex flieht in die Bäckerei, aber seine Alzheimer-Symptome verschlimmern sich. Alex entgeht nur knapp einer Festnahme und dringt in Davanas Penthouse ein, das von der korrupten Polizei von El Paso schwer bewacht wird. Er schießt sich an mehreren Polizisten vorbei und erreicht Davana, vergisst aber, dass er den Schlagbolzen aus seiner Pistole entfernt hatte, und wird von Davanas Handlanger Danny Mora niedergeschlagen, der dann alles über den USB-Stick von ihm wissen will. Ein anderer Beamter sagt Mora, dass Alex ins Krankenhaus gebracht werden müsse.
Vincent, Hugo und Linda erhalten ein von Alex verschicktes Paket, das den USB-Stick enthält. Sie finden Alex in Polizeigewahrsam im Krankenhaus, wo er ihnen erzählt, dass er Beweise dafür hat, dass Davana Van Camp bedroht, sich aber nicht daran erinnern kann, wo er die Aufnahme platziert hat. Davana erpresst ihren Leibarzt, Alex zu töten, aber Alex nimmt ihn fest und als Geisel. Die Polizei trifft am Tatort ein und erschießt versehentlich die Geisel, aber Alex schafft es in Vincents Auto und sagt ihm, dass Davana alles begraben möchte (wobei er „bury“ als „b-e-r-y“ buchstabiert), bevor er aussteigt und erschossen wird. Später stellt Vincent fest, dass „b-e-r-y“ die verbleibenden vier Buchstaben des Schildes an der Bäckerei waren, in der sich Alex versteckt hatte. Er findet die Aufnahme, auf der Davana Ellis bedroht, wird aber vom Staatsanwalt darauf hingewiesen, dass das Band für eine Anklage nicht ausreiche. Vincent wird angewiesen, sich eine Auszeit zu nehmen. Kurz darauf tötet Marquez Davana, indem er ihr die Kehle durchschneidet. Vincent und Linda sehen den Nachrichtenbericht über ihren Tod in einer Bar. Vincent wird klar, dass Linda mit ihm ausgegangen ist, um ihm ein Alibi zu verschaffen.

## Produktion
Im Februar 2020 wurde bekannt gegeben, dass Liam Neeson in Memory, einem Actionthriller unter der Regie von Martin Campbell, einen erfahrenen Attentäter spielen wird, der für seine diskrete Präzision bekannt ist. Im April 2021 begannen die Dreharbeiten in Bulgarien, bei denen Guy Pearce, Monica Bellucci, Harold Torres, Taj Atwal und Ray Fearon zusätzlich mitwirkten. Das Projekt ist eine Joint-Venture-Produktion zwischen Briarcliff Entertainment, Open Road Films, Black Bear Pictures, Welle Entertainment, Saville Productions und Arthur Sarkissian Productions. Rupert Parkes, der zuvor mit Campbell an The Protégé gearbeitet hatte, komponierte die Filmmusik.

## Veröffentlichung
Der Film Memory wurde in den Vereinigten Staaten von Open Road Films und Briarcliff Entertainment am 29. April 2022 veröffentlicht.
Der Film wurde am 21. Juni 2022 als VOD veröffentlicht, gefolgt von einer Blu-ray und DVD-Veröffentlichung am 5. Juli 2022.

### Erfolg
Memory spielte in den USA und Kanada 7,3 Mio. $ und in anderen Gebieten 6,7 Mio. $ ein, was einem weltweiten Gesamtergebnis von 14 Mio. $ entspricht.

### Kritik
Das von PostTrak befragte Publikum bewertete den Film zu 66 % positiv, wobei 49 % sagten, sie würden ihn auf jeden Fall weiterempfehlen.
Richard Roeper schrieb für die Chicago Sun-Times, dass Memory, „ein wenig gehobener als nur ein weiterer B-Movie-Actioner“, zeige, dass „der 78-jährige Campbell beweist, dass er immer noch Großartiges aus einem glatten und fesselnden Thriller heraus inszenieren kann“, und gab dem Film drei von vier Sternen.
Das Lexikon des internationalen Films vergab einen von fünf Sternen und konnte dem Film demzufolge nichts abgewinnen: „Mit einigen belanglosen Action- und Meuchelszenen versetzter Thriller, der zu keiner Zeit an seine Vorlage, den belgischen Film Totgemacht – The Alzheimer Case (2003), heranreicht. Die Figuren sind schwach entwickelt und folgen den trivialen Schwarz-weiß-Mustern, statt ihr Potenzial für Ambivalenz auszunutzen.“